# Kuroshioturris albogemmata
Kuroshioturris albogemmata é uma espécie de gastrópode do gênero Kuroshioturris, pertencente a família Turridae.